# 산토끼꽃
산토끼꽃(Dipsacus japonicus)은 한국·일본·중국에 분포하는 두해살이풀이다. 높이는 1-1.5m 정도이다. 잎은 마주나며 깃꼴로 갈라지고 맨 윗부분의 갈라진조각이 가장 크다. 줄기와 잎 모두에 가시모양의 단단한 털이 있다. 8-10월에 긴 꽃자루의 긑에 타원형의 두화(頭花)가 달린다. 꽃부리는 홍자색이며 통모양으로 끝이 4개로 갈라진다. 산토끼꽃속의 두화는 공모양 또는 타원형이며, 총포조각 및 꽃턱의 비늘조각은 단단하다. 세계에 약 15종이 있으며 구릉에서부터 산지의 길가나 들에 자생한다.